# كوينسي هاوس

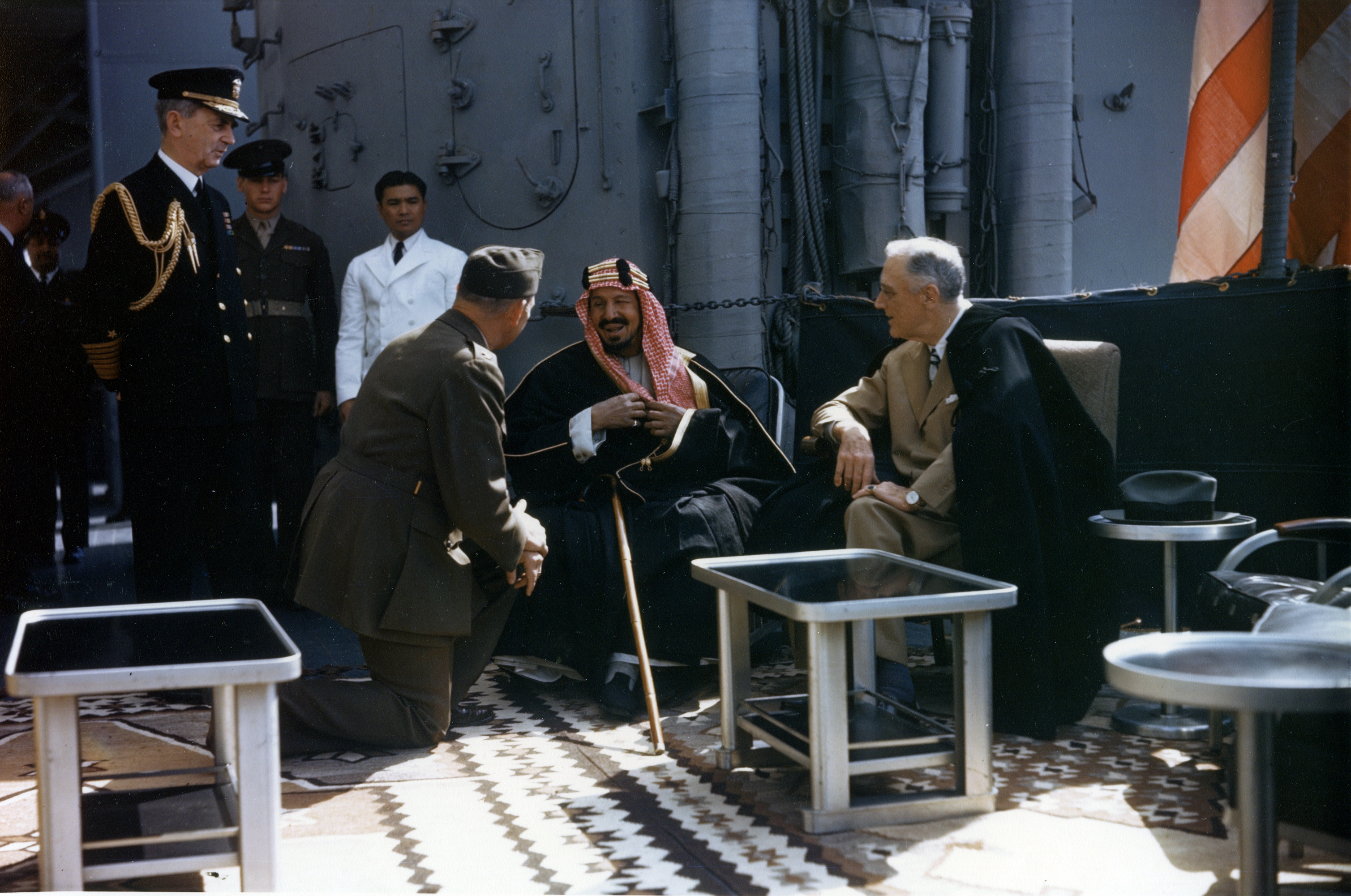
الرئيس فرانكلين روزفلت عبد العزيز آل سعود والكولونيل ويليام إدي (المنحني على ركبته) والأميرال وليام ليهي (الواقف) على متن طراد كوينسي.

كوينسي هاوس هو المقر الرسمي لسفير الولايات المتحدة الأمريكية في السعودية، ويقع في العاصمة الرياض.

## التاريخ
يقع كوينسي هاوس في الحي الدبلوماسي في الناحية الشمالية الشرقية من مدينة الرياض، وقد تمت تسميته في اجتماع تاريخي عقد في ختام الحرب العالمية الثانية بين الرئيس الأمريكي فرانكلين روزفلت والملك عبد العزيز آل سعود، مؤسس الدولة الحديثة في المملكة العربية السعودية. وقع الاجتماع في 14 فبراير 1945 على متن السفينة البحرية الأمريكية الثقيلة يو إس إس كوينسي، التي تعمل في البحيرات المرة، خارج قناة السويس، حيث كانت هذه هي المرة الأولى التي يغادر فيها العاهل السعودي أرضه الأم. هناك العديد من الصور والفيديو لهذا الاجتماع التاريخي، الذي عقد قبل وقت قصير من وفاة روزفلت.
خرج الاجتماع والذي سمي باتفاق كوينسي، على أن توفر الولايات المتحدة الحماية اللامشروطة للمملكة العربية السعودية، مقابل ضمان المملكة العربية السعودية لإمدادات الطاقة التي تستحقها الولايات المتحدة.
في عام 1995، للاحتفال بمرور 50 عامًا على انعقاد الاجتماع. كشف السفير الأمريكي راي مابوس النقاب عن نموذج مفصل للاجتماع حول يو إس إس كوينسي، تم دفعه من خلال تبرعات خاصة، ولا يزال هذا النموذج معروضًا اليوم في كوينسي هاوس.

## كوينسي هاوس اليوم
بالإضافة إلى استخدامه كسكن للسفير الأمريكي وأسرته، يتم استغلاله من وقت لآخر لمهام السفارة الرسمية. مثل الاحتفال باليوم الوطني للولايات المتحدة.